# Aureel Vandendriessche
Aurèle (Aureel) Vandendriessche (Anzegem, 4 juli 1932 – Waregem, 17 oktober 2023) was een Belgische langeafstandsloper, die tijdens zijn atletiekloopbaan vooral naam maakte op de marathon. Hij nam op deze afstand driemaal deel aan Olympische Spelen en eveneens driemaal aan Europese kampioenschappen. Daarnaast won hij tweemaal de marathon van Boston en vestigde hij een wereldrecord op de 30 km.

## Biografie

### Op gewone schoenen
Vandendriessche was zestien jaar oud en verzorger van een jonge wielrenner uit hun gezamenlijke geboortedorp Anzegem. Toen de coureur een keer op aanraden van zijn mentor aan een oefencross deelnam, wilde Vandendriessche niet achterblijven. Gehuld in een dikke trui, een doordeweekse korte broek en op gewone schoenen liet hij bijna iedereen achter zich. Het was het begin van een opmerkelijke atletiekcarrière.
In 1956 maakte Vandendriessche bij toeval zijn marathondebuut op het Belgisch kampioenschap. Hij werd hiertoe gestimuleerd, nadat hij kort ervoor op een 10.000 m de toenmalige Belgische kampioen op dit nummer had verslagen. Die kampioenschapmarathon won hij met een voorsprong van zes minuten op nummer twee. Het bezorgde hem op het nippertje een plaatsje in de Belgische afvaardiging naar de Olympische Spelen in Melbourne. Anno 2008 kijkt Vandendriessche met afschuw terug op de reis naar Australië. 'Anchorage, Karachi, Bombay, enzovoort: de reis nam een volle week in beslag. 's Nachts vlogen we, tegen 450 kilometer per uur, overdag bivakkeerden we in een of ander hotel en was het telkens zoeken naar een pleintje dat geschikt was om de nodige kilometers te maken. Vreselijk, ik wil het nooit meer meemaken.'

### Gezwollen lever
De olympische marathon zelf werd een deceptie. Van de verzorger van de wielerdelegatie had hij vier pilletjes gekregen. Om de 10 kilometer moest Vandendriessche er een innemen. 'Bij de start dacht ik: het duurt ongetwijfeld een tijdje voor die pillen effect hebben, laat ik ze dus maar alle vier tegelijk nemen, en wel nu meteen.' Aanvankelijk ging het prima. Aureel Vandendriessche ging samen met het idool uit zijn jeugdtijd Emil Zátopek en de Fransman Alain Mimoun aan kop. Na 21 kilometer was het echter gedaan. 'Ik raakte plots niet meer vooruit, het leek of mijn lever bij elke stap een dolksteek kreeg. De laatste twaalf kilometer heb ik wandelend afgelegd, ik finishte nog als 23-ste. Bij de aankomst werd ik opgewacht door een dokter van de Belgische ploeg. Je lever is helemaal gezwollen, zei hij. Ik had die vitaminen niet in één keer mogen nemen, antwoordde ik in mijn naïviteit. Er volgde een onderzoek, de verzorger werd levenslang geschorst.'

### Bottensoep
Vandendriessche had geen geluk op zijn olympische missies. Vier jaar na Melbourne ging het in Rome op vergelijkbare wijze opnieuw mis. Een dokter uit Anzegem die hem bijstond, had hem opgedragen om na twintig kilometer een zouttablet te nemen. Honderd meter verder zou deze dan klaarstaan met een speciaal soepje op basis van botten. Andere dranken moest hij afslaan. Vandendriessche deed trouw wat hem was opgedragen. Alleen bleek de dokter nergens te bekennen; die bleek achteraf door de drukte niet tijdig op de afgesproken plaats te zijn terechtgekomen. Vandendriessche raakte zo de kluts kwijt, dat hij uit de wedstrijd stapte. 'Ik zei tegen iedereen dat ik last had gehad van blaren. Ik kon die wedstrijd niet verliezen, ik was die dag gewoon beter dan Abebe Bikila en de Marokkaan Rhadi, de nummers één en twee.'
Weinigen zijn ooit in de gelegenheid geweest om op een olympisch toernooi een derde poging te mogen wagen. Vandendriessche wel, want in 1964 was hij er in Tokio opnieuw bij. Ook die Spelen brachten hem echter niets. In de aanloop ervan was hij nagenoeg permanent geblesseerd geweest en toen de grote dag was aangebroken, kwam hij er niet aan te pas.

### Tweemaal zilver
Dan waren de Europese kampioenschappen hem gunstiger gezind. Bij zijn eerste optreden op dit niveau, in 1958 in Stockholm, finishte Vandendriessche op de marathon in een tijd van 2:30.26,0 nog op een bescheiden elfde plaats. Hij veroverde met deze prestatie overigens wel de Belgische titel, want dat jaar werd er in België geen apart kampioenschap voor deze discipline georganiseerd.
Vier jaar later won hij in Belgrado een zilveren medaille met een tijd van 2:24.02,0, 44 seconden achter winnaar Brian Kilby uit Groot-Brittannië, een prestatie waarmee hij door koning Boudewijn per telegram werd gefeliciteerd. Weer vier jaar later herhaalde hij in Boedapest deze prestatie, zij het ditmaal met 2:21.43,6 als eindtijd, op 1 minuut en 39 seconden achter de winnaar, de Brit Jim Hogan.

### Marathons
Vandendriessche liep 27 maal een marathon over de officiële afstand van 42 km en 195 m. Daarnaast liep hij er ook nog twee, waarvan de afstand tussen de 40 en 42 km varieerde. Erg succesvol was hij op de marathon van Boston, die hij tweemaal won, in 1963 en 1964. Deze overwinningen waren een zoete revanche voor een nederlaag die hem veel hartpijn had bezorgd. 'In 1960 had Norris (Fred Norris – red.) het wereldrecord van de twintig mijl op de baan op zijn naam gebracht. Dat kan ik ook, dacht ik.' De aanval had in 1961 plaats in Brugge. 'Lange tijd benaderden mijn tussentijden die van Norris. Na twintig kilometer was de kloof evenwel opgelopen tot ongeveer een minuut, na vijfentwintig kilometer idem dito. Hopeloos, zei ik tot mezelf. Laat ik doorlopen tot de dertigste kilometer, dan pik ik alvast een Belgisch record mee, en de laatste kilometer rustig uitlopen. (...) Vorig jaar (2007 – red.) heb ik toevallig ontdekt dat ik me in het uitstippelen van de rondetijden met een minuut heb vergist. Ik had na dertig kilometer niet één minuut achterstand op de tussentijd van Norris, het verschil was ongeveer nul. Ik had dat wereldrecord zonder opvallend veel moeite kunnen verbeteren. (...) Toen ik twaalf maanden geleden ontdekte welke stommiteit ik begaan had, kreeg ik koude rillingen.'

### Records
Een jaar later, op 3 oktober 1962, liep Aureel Vandendriessche in Waregem voor vijfduizend toeschouwers met een tijd van 1:34.41,2 een wereldrecord op de 30 km, maar dat was een magere troost. Daarnaast schreef hij dertienmaal een Belgisch record op zijn naam, terwijl hij 31 maal voor België aan een internationale wedstrijd deelnam. Erg succesvol was hij tijdens de vroegere Zeslandenkampen, waarin hij viermaal de marathon won, in 1957 (Brussel), 1959 (Duisburg), 1961 (Parijs) en 1965 (Bern).

### Burgerlijke carrière
Vandendriessche, die lid was van Waregem AC, werkte aanvankelijk bij een spinnerij in Ruien. Later werd hij door bemiddeling van de atletiekbond en het Belgisch olympisch comité surveillant in het onderwijs.
Vandendriessche is op 17 oktober 2023 overleden op 91-jarige leeftijd na een langdurige slepende ziekte van Parkinson. Hij werd begraven op Begraafplaats De Barakke in Waregem.

## Belgische kampioenschappen
| Onderdeel | Jaar                                                 |
| --------- | ---------------------------------------------------- |
| 10.000 m  | 1961                                                 |
| marathon  | 1956, 1957, 1958, 1959, 1960, 1961, 1962, 1963, 1964 |

## Persoonlijke records
Baan
| Onderdeel | Prestatie           | Datum             | Plaats  |
| --------- | ------------------- | ----------------- | ------- |
| 3000 m    | 8.31,0              | 22 september 1962 | Izegem  |
| 5000 m    | 14.40,4             | 7 oktober 1956    | Rijsel  |
| 10.000 m  | 30.14,4             | 27 juli 1962      | Brussel |
| uurloop   | 19.456,26 m (ex-NR) | 3 oktober 1962    | Waregem |

Weg
| Onderdeel | Prestatie               | Datum           | Plaats  |
| --------- | ----------------------- | --------------- | ------- |
| 15 km     | 46.44,8 (NR)            | 20 oktober 1956 | Brussel |
| 20 km     | 1:01.37,6 (ex-NR)       | 3 oktober 1962  | Waregem |
| 25 km     | 1:18.31,6 (ex-NR)       | 3 oktober 1962  | Waregem |
| 30 km     | 1:34.41,2 (ex-WR/ex-NR) | 3 oktober 1962  | Waregem |
| marathon  | 2:17.44,0               | 19 april 1965   | Boston  |

## Palmares

### 10.000 m
- 1955:  BK AC - 32.55,0
- 1955:  Interl. Ned.-België te Den Haag - 32.18,8
- 1957:  Interl. België-Ned. te Antwerpen - 31.57 (plm. tijd)
- 1959:  BK AC - 30.31,4
- 1961:  BK AC - 30.16,6

### halve marathon
- 1965:  Route du Vin - 1:07.12
- 1966:  Route du Vin - 1:05.45

### marathon
- 1956:  marathon van Sint-Maartens-Latem - 2:25.51,2
- 1956: 24e OS in Melbourne – 2:47.18
- 1957:  marathon van Brussel - 2:26.36,4
- 1958: 11e EK in Stockholm – 2:30.26
- 1959:  marathon van Waregem - 2:25.36
- 1960: DNF OS in Rome
- 1961:  marathon van Athene - 2:24.37,2
- 1961:  marathon van Fontainebleau - 2:26.55
- 1961:  marathon van Laarne - 2:27.55
- 1962:  EK in Belgrado – 2:24.02
- 1962:  marathon van Brugge - 2:24.45
- 1963:  Boston Marathon – 2:18.58
- 1963:  marathon van Fukuoka (Tokio) - 2:20.52,2
- 1964:  Boston Marathon – 2:19.59
- 1964:  marathon van Kortemark - 2:11.54
- 1964: 7e OS in Tokio – 2:18.43
- 1965: 4e Boston Marathon - 2:17.44
- 1965:  marathon van Enschede - 2:21.16
- 1965:  marathon van Košice – 2:23.47
- 1966:  EK in Boedapest – 2:21.43,6
- 1969: 14e marathon van Antwerpen - 2:23.10
- 1969: 10e marathon van Enschede - 2:27.02,6

## Onderscheidingen
- Grote ereprijs van de KBAB – 1962
- Gouden Spike - 1962
- Nationale trofee voor sportverdienste - 1963

1928 Louis Crooy en Victor Groenen · 1929 Georges Ronsse · 1930 Hyacinthe Roosen · 1931 René Milhoux en Jules Tacheny · 1933 Jef Scherens · 1934 Union Sint-Gillis · 1935 Arnold de Looz-Corswarem · 1936 Ernest Demuyter · 1937 Joseph Mostert · 1938 Hubert Carton de Wiart · 1939 Henry de Menten de Horne · 1940 Fernande Caroen · 1941 Jan Guilini · 1942 Pol Braekman · 1943 Albert de Ligne · 1944 niet toegekend · 1945 vliegend personeel van de Belgische sectie van de Royal Air Force · 1946 Gaston Reiff · 1947 Micheline Lannoy en Pierre Baugniet · 1948 Etienne Gailly · 1949 Feru Moulin · 1950 Briek Schotte · 1951 Johny Claes en Jacques Ickx · 1952 André Noyelle · 1953 bemanning van het jacht Omoo (zeilsport) · 1954 Adolf Verschueren · 1955 Roger Moens · 1956 Gilberte Thirion · 1957 Jacky Brichant en Philippe Washer · 1958 René Baeten · 1959 Belgische hockeyploeg bij de mannen · 1960 Flory Van Donck · 1961 Rik Van Looy · 1962 Gaston Roelants · 1963 Aureel Vandendriessche · 1964 Joël Robert · 1965 Eerste Jachtwing van de Belgische Luchtmacht · 1966 Raymond Ceulemans · 1967 Ferdinand Bracke en Eddy Merckx · 1968 Jacky Ickx · 1969 Serge Reding · 1970 Freddy Herbrand · 1971 Miel Puttemans · 1972 Karel Lismont · 1973 Roger De Coster · 1974 Paul Van Himst · 1975 Jean-Pierre Burny · 1976 Ivo Van Damme · 1977 Gaston Rahier · 1978 RSC Anderlecht · 1979 Robert Van de Walle · 1980 Belgische voetbalploeg bij de mannen · 1981 Annie Lambrechts · 1982 Ingrid Berghmans · 1983 Eddy Annys · 1984 André Malherbe · 1985 niet toegekend · 1986 William Van Dijck · 1987 Ingrid Lempereur · 1988 Eric Geboers · 1989 Michel Preud'homme · 1990 Jan Ceulemans · 1991 Jean-Michel Saive · 1992 Annelies Bredael · 1993 Vincent Rousseau · 1994 Brigitte Becue · 1995 Frédérik Deburghgraeve · 1996 Johan Museeuw · 1997 Luc Van Lierde · 1998 Ulla Werbrouck · 1999 Gella Vandecaveye · 2000 Joël Smets · 2001 Kim Clijsters en Justine Henin · 2002 Marc Wilmots · 2003 Stefan Everts · 2004 Axel Merckx · 2005 Tom Boonen · 2006 Kim Gevaert en Tia Hellebaut · 2007 4x100m-estafetteploeg voor vrouwen · 2008 niet toegekend · 2009 Philippe Gilbert · 2010 Philippe Le Jeune · 2011 Kevin Borlée · 2012 Evi Van Acker · 2013 Frederik Van Lierde · 2014 Daniel Van Buyten · 2015 4x400m-estafetteploeg voor mannen · 2016 Nafissatou Thiam · 2017 David Goffin · 2018 Nina Derwael · 2019 Belgische hockeyploeg bij de mannen · 2020 Wout van Aert · 2021 Bashir Abdi · 2022 Remco Evenepoel · 2023 Bart Swings · 2024 Lotte Kopecky
- World Athletics: 14347010